# Putaendo
Putaendo (en mapudungún: Putraintú o Puthrayghentú = “manantiales que brotan de pantanos”, otra acepción, Futa Antu Futa= Grande,. Antu= Sol ; Sol grande o lugar soleado. nombre que posteriormente fue castellanizado como Putaendo) es una ciudad y comuna perteneciente a la provincia de San Felipe de Aconcagua en la Región de Valparaíso, en la zona central de Chile. Esta comuna es lugar de tradiciones huasas.

## Prehistoria y origen del nombre

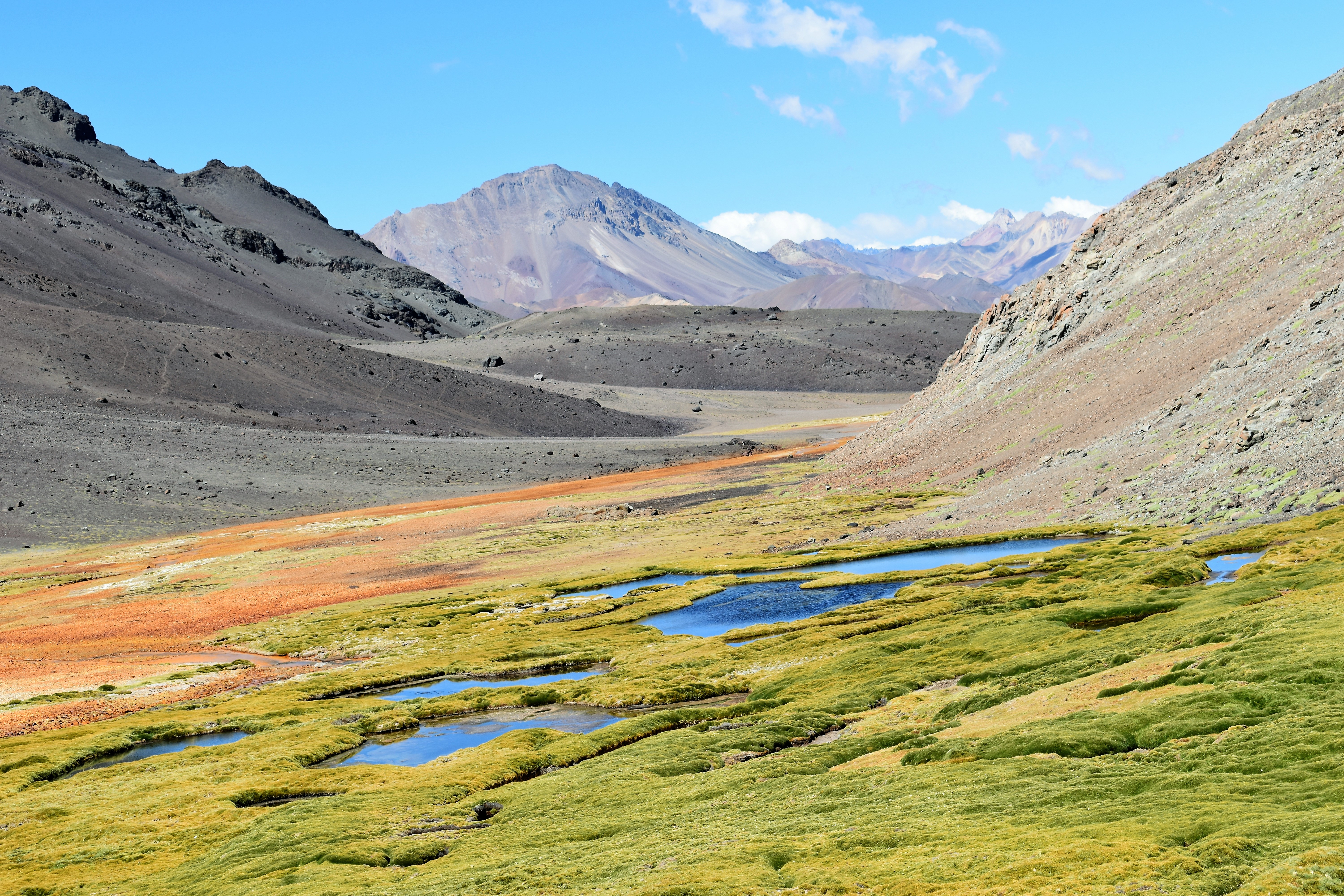
Un bofedal o Putraintú como este en el estero Chilón en la cordillera de la comuna, dio el nombre a Putaendo.

En la última glaciación la distribución de hielos era mucho más extensa que en la actualidad. Como consecuencia de ello, la zona de Chile con más alta pluviosidad —que en la actualidad se ubica al sur del río Bío Bío—, en esa época llegaba hasta el río Copiapó. A lo largo de la cordillera de los Andes existían numerosos ventisqueros que daban origen a extensos pantanos cordilleranos llamados bofedales, desde los que nacían abundantes manantiales, esteros y ríos. Como consecuencia de esta situación climática, los valles de la región estaban cubiertos por frondosos bosques. Por eso existen en diversos lugares de la cordillera extensos rodados de piedras, conocidos bajo el nombre de morrenas, que corresponden a los cauces por los que se desplazaron los ventisqueros, y los depósitos de troncos petrificados que existen en ciertos lugares del valle. Los cerros de las quebradas tienen muchas veces marcada la erosión de los glaciares, como es el caso de la Quebrada de Ramón.

## Historia
Es un antiguo pueblo de habitantes prehispánico cazadores recolectores, que atrajo población española por las minas de oro descubiertas a mediados del siglo XVIII en los alrededores. Poco a poco se formó su centro de población y se construyó la iglesia de San Antonio.
El significativo asentamiento indígena existente en la zona a la llegada de los europeos, su cercanía a Santiago, centro inicial del desarrollo científico y museológico del país, y la presencia en el valle de los impresionantes cementerios de túmulos o ancuviñas, son algunas de las razones que explican por qué el valle del Aconcagua se cuenta entre las primeras zonas de Chile donde se desarrollaron investigaciones arqueológicas a fines del siglo XIX y principios del XX.

### Invasión inca y conquista española
En 1485, durante la expansión inca de Túpac Yupanqui, su hijo Huayna Cápac cruzó el macizo andino y descendió por este valle, acampando en Putaendo e incorporando el valle del Aconcagua a la civilización inca. También se detuvo aquí la expedición de avanzada de Diego de Almagro, en 1536. La razón del tránsito de incas y españoles se debe a que el camino del inca pasaba por este valle. Dicha ruta fue la comunicación más expedita entre las tribus de los valles de La Ligua, Aconcagua y Mapocho.
En 1549, luego de la pacificación de Aconcagua, Pedro de Valdivia le entrega a los indios del valle de Putaendo en encomienda a Gonzalo de Los Ríos, quien los traslada a sus tierras en La Ligua, con lo que el valle queda virtualmente desocupado.
Entre 1570 y 1650 los gobernadores entregron 10.850 cuadras como mercedes de tierras a doce de los primeros españoles, pero nadie se instaló permanentemente en el valle hasta mediados del siglo XVII. Solo hacia 1650 surgieron cuatro grandes estancias: Lo Vicuña, El Tártaro, San José de Piguchén y Bellavista, que estuvieron activas por 250 años y fueron el motor que impulsó el desarrollo de la zona.
"Las haciendas fueron transformándose en los mayores centros productivos y laborales y en un constante factor de modernización de las faenas agropecuarias. Mejoraron los caminos para sacar la producción y después hicieron necesarias las ferrovías, primero hasta San Felipe y luego hasta Putaendo en 1914. Las casas coloniales de las haciendas, propiedades pertenecientes a miembros de la aristocracia santiaguina, fueron escenario de intensa actividad social". También tuvieron una importancia fundamental en el proceso de evangelización de los indígenas, pues la labor de los misioneros era continuada en las haciendas por las capillas, viceparroquias y parroquias. La instalación de estas haciendas, sumado al auge de la minería gracias a los descubrimientos de los minerales de Las Coimas y El Asiento, impulsaron el crecimiento de la población y el asentamiento de nuevos poblados durante los siglos XVIII y XIX.

### Periodo republicano
San Antonio de la Unión de Putaendo fue el primer poblado al que llegó el ejército patriota en 1817. En aquella habitó en Putaendo el patriota José Antonio Salinas (su casa es hoy en día Monumento Nacional), quien mantuvo correspondencia con José de San Martín, y el arriero Justo Estay, quien ayudó a pasar por senderos cordilleranos secretos a más de tres mil soldados. Ambos participaron en la denominada guerra de zapa, en la que los espías patriotas recolectaban información estratégica para el Ejército Libertador. En lo que hoy es la comuna se libró el combate de Las Coimas, después de cual, los patriotas entraron triunfantes el 8 de febrero de aquel año en San Felipe.
El 20 de marzo de 1831, la Asamblea de Aconcagua le otorgó el título de villa a la que hoy es ciudad de Putaendo.
Durante la Revolución de 1859 se libró el 15 de febrero de ese año el combate de Putaendo, esta vez entre conservadores y liberales.
Francisco Astaburoaga en 1899 en su Diccionario Geográfico de la República de Chile : 601  escribió sobre el lugar:

Putaendo.-—Ciudad capital del departamento de su nombre situada en los 32° 40' Lat. y 70º 43' Lon. sobre un plano, elevado 825 metros sobre el Pacífico, de la ribera oriental del Putaendo, cerca de donde este se bifurca. Su caserío que se extiende longitudinalmente de S. á N. en calles cortadas por otras seis de E. á O., contiene 2,932 habitantes. Á su parte norte deja una hermosa plaza, adornada con hileras de árboles, una fuente en el centro y á sus costados la iglesia y edificios públicos. Posee oficinas de registro civil, telégrafo y de correos, tres escuelas gratuitas, &c. Sus contornos que se hallan limitados al oriente por las últimas faldas de los Andes en que descuella el Orilonco, son de arboledas frutales, viñas y dehesas ó alfalfares. Dista 16 kilómetros al N. de la ciudad de San Felipe. La primera existencia de este pueblo principió con el laboreo de minas de oro, descubiertas á mediados del siglo anterior en los vecinos collados de las Coimas. Se formó poco á poco un centro de población y se construyó una iglesia, que se erijió en parroquial con la advocación de San Antonio de Putaendo, cuya jurisdicción se extendía sobre el mismo territorio de este departamento. En 20 de marzo de 1831 se le confirió por la asamblea de Aconcagua el título de villa, con la denominación de San Antonio de la Unión de Putaendo; y en 30 de diciembre de 1868 se le concedió el de ciudad. Denomínase comunmente Putaendo. Es asiento de municipio que comprende las subdelegaciones 1ª, 2ª y 3ª de su propio departamento.

Durante el siglo XX, el auge minero y la expansión de los servicios de ferrocarriles del Estado en 1914, trajo como consecuencia el aprovechamiento de terrenos y el empuje al desarrollo de la ciudad. "La importante producción granelera y de pasto seco de las haciendas de Lo Vicuña, El Tártaro y San José de Piguchén y la intensa actividad minera del valle, fueron las causas principales por las que Putaendo fuera uno de los primeros pueblos pequeños de la zona central en contar con un ramal de ferrocarril, a contar del año 1914, con gran alegría de sus habitantes".
El geógrafo Luis Risopatrón lo describe a Putaendo en su libro Diccionario Jeográfico de Chile en el año 1924: : 720 

Putaendo (Ciudad). 32° 39' 70° 45' Está compuesta de una veintena de manzanas i estendida de N a S en la márjen E del rio del mismo nombre, con arboledas frutales, viñedos i alfalfares en sus contornos; se encuentra a 794 m de altitud, a 16 kilómetros al N de la ciudad de San Felipe, con la que está unida por un ferrocarril. La primera existencia de este pueblo, principió con el laboreo de minas de oro descubiertas a mediados del siglo xviii en los vecinos collados de Las Coimas, con cuyo motivo se formó poco a poco un centro de población, al que se le confirió por la Asamblea de Aconcagua, el título de villa de San Antonio de la Union de Putaendo, el 20 de marzo de 1831 i a la que se le concedió el título de ciudad el 30 de diciembre de 1868. Se ha rejistrado 484,8 mm para el agua caida en 19 dias de lluvia, con 71,2 mm de máxima diaria, en 1921.

El tren Putaendo-San Felipe era a carbón, habilitado para pasajeros y equipaje, realizaba tres viajes al día; de acuerdo a la demanda de productos agrícolas, realizaba viajes especiales con carros de carga y en otros horarios. A fines de los años 1950 la producción granelera se trasladó a La Araucanía, y el tren a carbón fue reemplazado por un buscarril a petróleo, que se mantuvo en circulación hasta 1964; al año siguiente se levantó la línea ferroviaria y algunos de sus tramos contribuyeron a mejorar el camino carretero; en los terrenos donde estaba la estación de ferrocarril se construyó la población San Antonio.

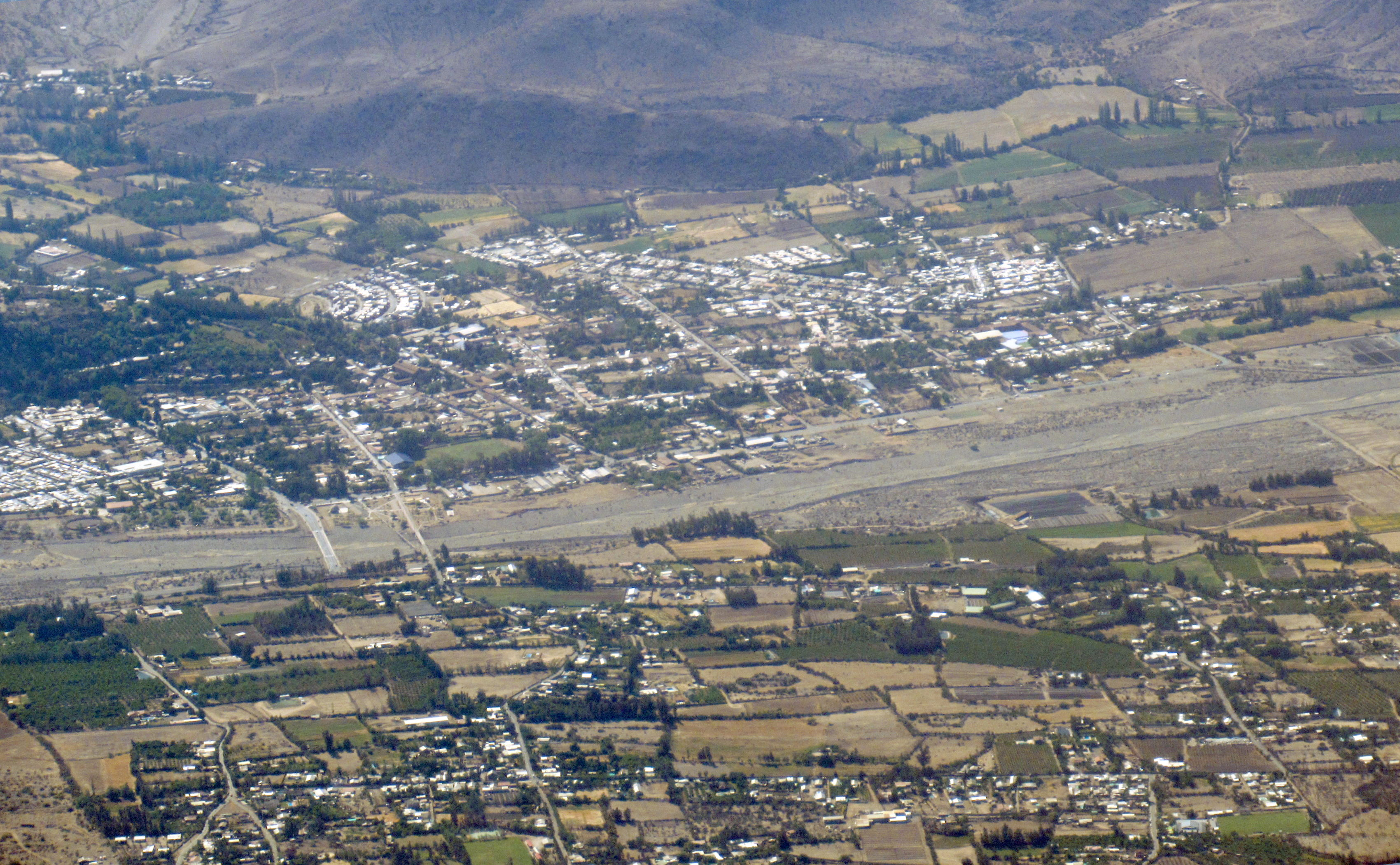
Putaendo desde el aire.

El trazado del pueblo se extiende longitudinalmente de sur a norte y su centro histórico ha sido declarado Zona Típica. Hacia el sur está el área de comercio, estructurada en forma de calle larga, con fachadas de adobe de los siglos XVIII y XIX. En su extremo norte está la plaza, con grandes árboles. En sus costados se ubican los edificios públicos.
Durante los últimos años se han realizado investigaciones que han permitido comenzar a conocer la especificidad cultural y cronológica de los procesos culturales del curso superior del río Aconcagua; se han estudiado distintas zonas de la región, tales como el estero Lo Campo, el curso cordillerano del citado río, el estero Pocuro y el curso superior del valle del río Putaendo.

## Geografía

### Geomorfología

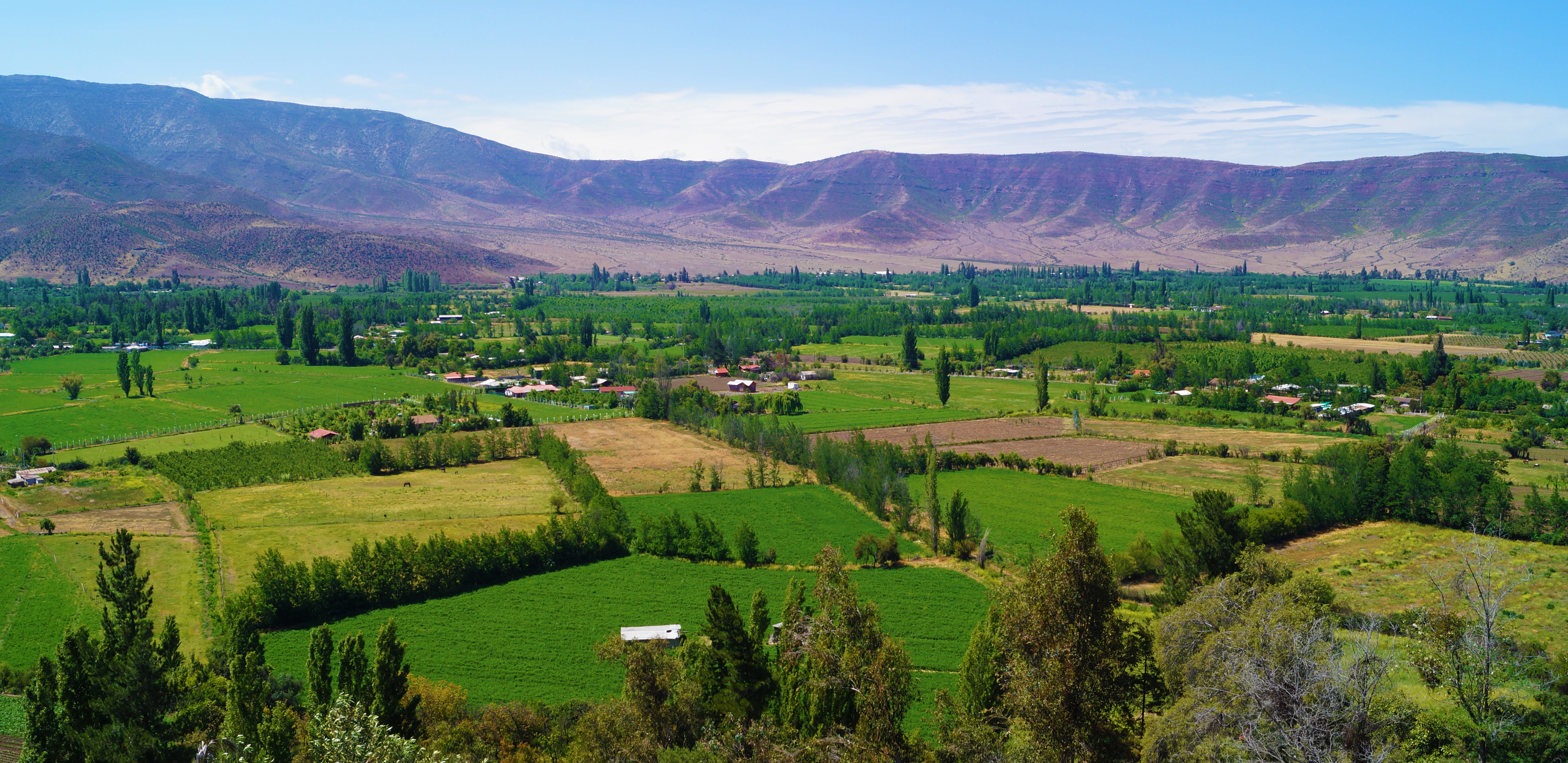
Valle del río Putaendo desde la localidad de Rinconada de Silva

La comuna de Putaendo se encuentra emplazada en las unidades geomorfológicas de Cordones transversales, Cuencas transicionales semiáridas y Cordillera andina de retención crionival.
Geográficamente, el valle del río Putaendo se ubica en la zona septentrional de la zona central de Chile y su pertenencia a la cuenca del río Aconcagua lo ubica en una zona de transición tanto geomorfológica (paso de los sistemas transversales del Norte Chico al valle longitudinal de Chile Central) como climática (tipo semidesértico a tipo templado mediterráneo).
Con un curso que desarrolla primeramente una orientación sudoeste y que luego enfila casi en línea recta hacia el sur, su disposición predominantemente longitudinal lo transforma en vía de comunicación natural (a través de sus tributarios) entre la zona central y áreas adyacentes como los valles transversales nortinos (La Ligua, Petorca y Choapa) y la vertiente oriental de los Andes (nacientes del río Los Patos, provincia de San Juan, Argentina).
El Putaendo nace como cajón precordillerano de la unión de sus tributarios principales, el estero Chalaco y el río Rocín, a la altura de la localidad de Resguardo de Los Patos. Progresivamente, su caja fluvial se va ensanchando y, luego de recorrer aproximadamente 34 km, une sus aguas a las del Aconcagua en el marco de un amplio valle con terrazas fluviales de importante desarrollo, en las cercanías de la ciudad de San Felipe. El río y sus afluentes riegan una cuenca total que alcanza los 1.192 km².
En la zona de estudio, ubicada entre sus nacientes y la localidad de San José de Piguchén, se evidencia cómo su restringido curso serrano va dejando paso al amplio valle y cómo se intercalan en este unidades geomorfológicas menores pero significativas, tales como diversas quebradas, imponentes conos de deyección y amplias rinconadas (con cursos de agua esporádicos y/o estacionales) que se abren al valle.

### Clima
La comuna presenta según la clasificación climática de Köppen clima de tundra (ET), clima de tundra de lluvia invernal (ET (s)), clima mediterráneo de lluvia invernal (Csb), clima mediterráneo de lluvia invernal de altura (Csb (h)) y clima semiárido de lluvia invernal (BSk (s)).

### Hidrología
Esta comuna se halla entre las cuencas hidrográficas de río Aconcagua, río Choapa y río La Ligua. Además, la comuna posee diversos cuerpos de agua, entre los que se destacan la laguna Piguchén y lagunas Las Ramitas; y río de Los Tambillos, río Hidalgo, río Putaendo y río Rocín.
La existencia de un régimen de lluvias más regular que en el Norte Chico, y el hecho de que sus afluentes se hallen insertos en los contrafuertes cordilleranos, permite clasificarlo hidrográficamente como un río de régimen mixto, con un importante caudal formado en invierno por las lluvias de temporada y en verano por los deshielos.

## Medio ambiente

Trazado simplificado de los ecosistemas y cuerpos de agua presentes en la comuna de Putaendo.

### Componentes bióticos
Dentro del territorio de la comuna se pueden hallar los siguientes ecosistemas:
- Bosque esclerófilo mediterráneo andino donde predominan Kageneckia angustifolia y Guindilia trinervis (Vulnerable)
- Bosque espinoso mediterráneo interior donde predominan Acacia caven y Prosopis chilensis (Vulnerable)
- Herbazal mediterráneo andino donde predominan Nastanthus spathulatus y Menonvillea spathulata (Preocupación menor)
- Matorral arborescente esclerófilo mediterráneo interior donde predominan Quillaja saponaria y Porlieria chilensis (Preocupación menor)
- Matorral bajo mediterráneo andino donde predominan Chuquiraga oppositifolia y Nardophyllum lanatum (Preocupación menor)
- Matorral bajo mediterráneo andino donde predominan Laretia acaulis y Berberis empetrifolia (Preocupación menor)
- Matorral espinoso mediterráneo interior donde predominan Trevoa quinquinervia y Colliguaja odorifera (Preocupación menor)
- Zonas geográficas hinóspitas sin vegetación (Sin información)

### Medidas de protección ambiental y conflictos socioambientales
Hasta 2022, la comuna de Putaendo cuenta con las siguientes zonas que poseen algún nivel de protección ambiental:
- Altos de Ahumada (Sitios ERB)[17]
- Altos de Petorca y Alicahue (Sitios Ley 19.300)[18]
- Cerro Tabaco (Sitios ERB)[19]
- Estero Zaino - Laguna El Copín (Sitios ERB)[20]
- Santuario de la Naturaleza El Zaino - Laguna El Copín (Santuario de la Naturaleza)[21]
- Santuario de la Naturaleza Serranía el Ciprés (Santuario de la Naturaleza)[22]

## Demografía

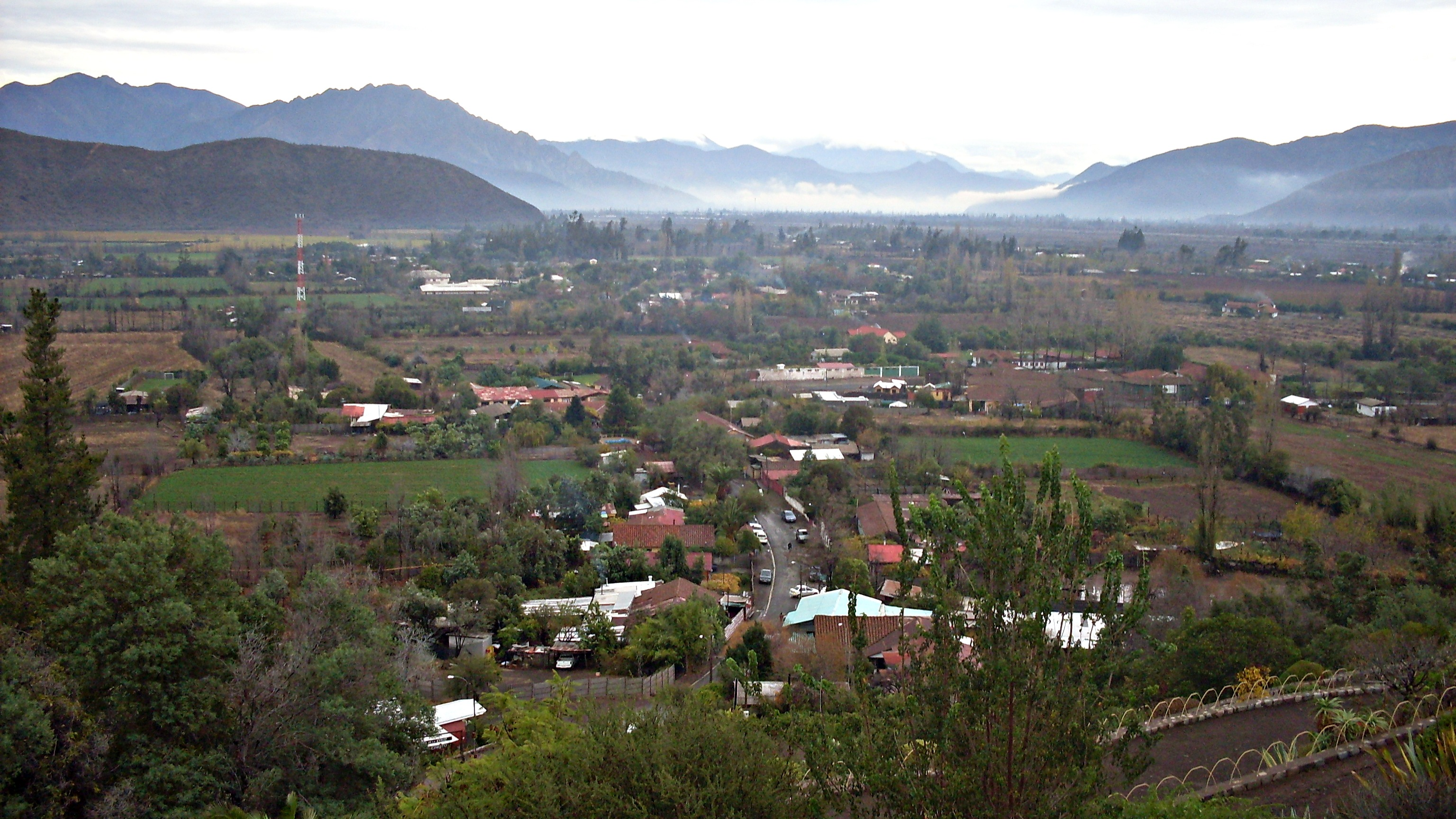
Rinconada de Silva, zona rural de la comuna de Putaendo.

La comuna de Putaendo poseía en 2002 una población total de 14.649 personas, de las cuales 7.344 eran hombres y 7.305 mujeres. La población urbana ascendía a los 7.214 individuos, agrupándose todos ellos en la localidad homónima, mientras que los que vivían en la ruralidad correspondían a 7.435 personas. En cuanto a la religión, la comuna destaca por ser en su mayoría católica, alcanzando el 83,1% del total, debido principalmente a la notable asimilación que tuvieron las costumbres españolas en la zona. por su parte, el conjunto complementario está integrado principalmente por el credo evangélico y la dualidad ateo-agnóstica, representado el 5,87% y el 4,99% respectivamente, siendo el porcentaje restante una miscelánea de varias religiones de representatividad menor.

### Localidades
La ciudad de Putaendo es el único núcleo urbano de la comuna homónima; el resto son localidades rurales. El área de desarrollo urbano hacia el norte comprende las poblaciones El Molino, Santa Rita y Villa Los Jazmines; hacia el sureste se añaden a la histórica población San Antonio —donde antes estaba la estación de trenes de Putaendo, en el edificio que actualmente es conocido como el jardín infantil El Trencito—, la Javiera Carrera y Ejército Libertador.
Además de Putaendo, la comuna tiene otros 6 distritos censales: Rinconada de Silva, Las Coimas, Quebrada de Herrera, El Manzano, Piguchén y Lo Vicuña.

## Administración

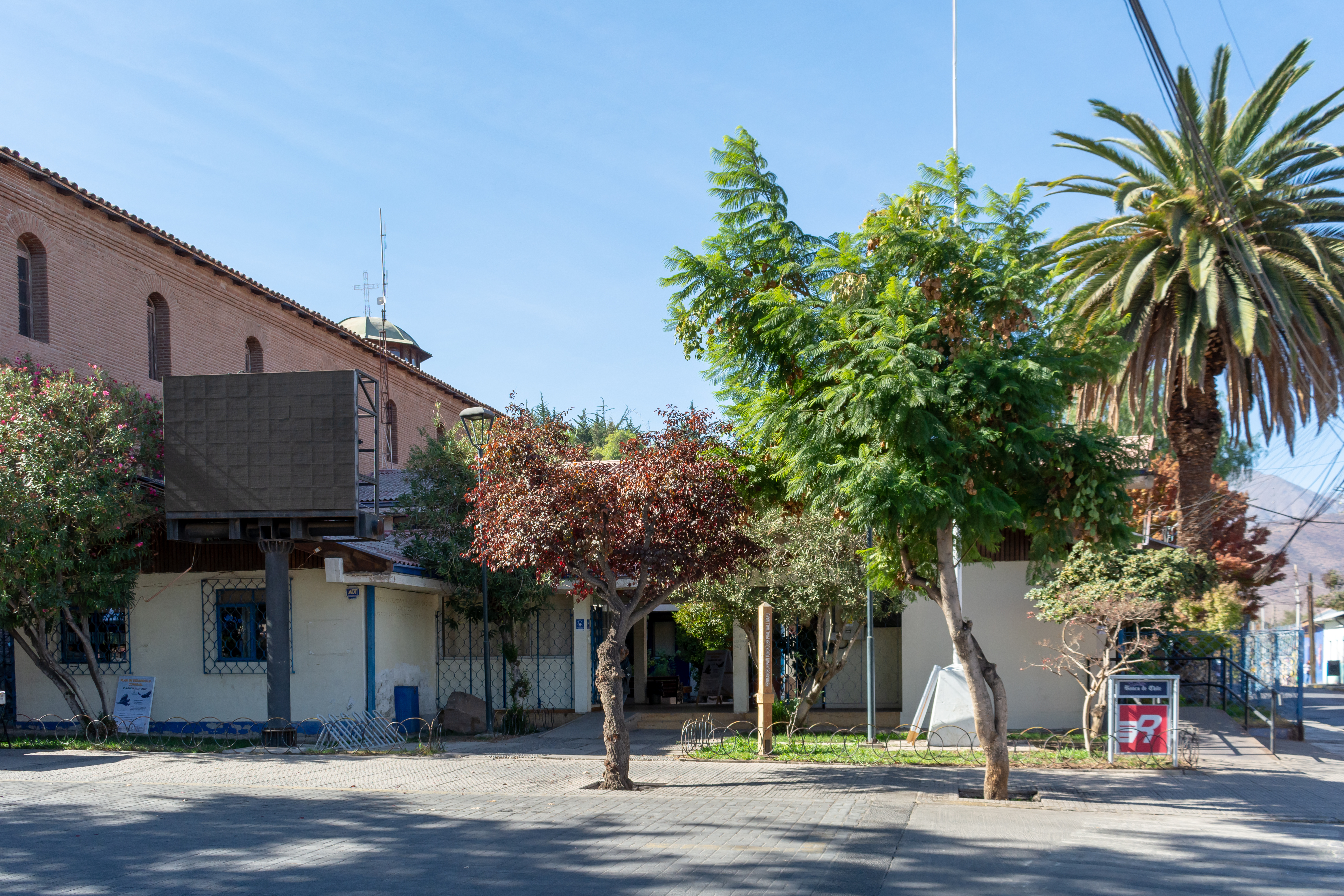
Edificio de la Municipalidad de Putaendo.

### Municipalidad
La Municipalidad de Putaendo para el periodo 2024-2028 es dirigida por el alcalde Mauricio Antonio Quiroz Chamorro (Candidatura Independiente-FA) y el concejo municipal conformado por los concejales:
- Carlos Sebastián Gallardo Lobos (PCCh)
- Luis Jimenez Cortéz (Ind-RN))
- Sebastián Alberto Caldera Caldera (REP)
- Angélica Leiva Henríquez (Ind-PS)
- Susana Silva Herrera (REP)
- Francisco Javier Casas Muñoz (Independientes)

### Representación parlamentaria
Putaendo forma parte de la Circunscripción Senatorial VI y del Distrito Electoral 6. Es representada en la Cámara de Diputados del Congreso Nacional por los siguientes diputados:
- Camila Alejandra Flores Oporto (RN)
- Andrés Longton Herrera (RN)
- Gaspar Alberto Rivas Sánchez (Partido de la Gente)
- Carolina Marzán Pinto (PPD)
- Nelson Venegas Salazar (PS)
- Chiara Barchiesi Chávez (Partido Republicano De Chile)
- Diego Eduardo Ibáñez Cotroneo (Convergencia Social)
- María Francisca Bello Campos (Convergencia Social)

En el Senado, la representan:
- Kenneth Pugh Olavarría (IND - RN)
- Francisco Chahuán Chahuán (RN)
- Ricardo Lagos Weber (PPD)
- Isabel Allende Bussi (PS)
- Juan Ignacio Latorre Riveros (RD)

## Economía
En 2018, la cantidad de empresas registradas ante el Servicio de Impuestos Internos en Putaendo fue de 304. El Índice de Complejidad Económica (ECI) en el mismo año fue de -0,32, mientras que las actividades económicas con mayor índice de Ventaja Comparativa Revelada (RCA) fueron Cultivo de Plantas Aromáticas o Medicinales (169,37), Desratización y Fumigación no Agrícola (168,35) y Servicios de Evacuación de Riles y Aguas Servidas (83,42).

### Energías renovables
El 11 de septiembre de 2020, el Ministro de Energía, Juan Carlos Jobet, inauguró la planta solar flotante más grande de Chile, ubicada sobre un tranque artificial para uso agrícola. Con 456 paneles solares fotovoltaicos, permite abastecer de la totalidad de los requerimientos eléctricos de la empresa donde se encuentra ubicada, contribuyendo así al autoconsumo fotovoltaico y a la producción de energías renovables en Chile.

## Deportes

### Fútbol
La comuna de Putaendo ha tenido a un club participando en los Campeonatos Nacionales de Fútbol en Chile.
- Deportes Brasil (Cuarta División 1996-1997/Tercera División 2005-2006).